# Tršlja
Tršlja (Pistacija, trišlja, trišalj, lat. Pistacia), biljni rod iz; porodice rujevki kojemu pripada 10 vrsta listopadnih ili vazdazelenih grmova i drveća.
Rod je rasprostranjen po Euroaziji, a najviše na Mediteranu, te na jugu Sjedinjernih država (Pistacia mexicana), te neke uvezene vrste. 
Vrsta Pistacia vera ima jestive pldove, a domovina mu je Iran

## Vrste
U rodu pistacija zabilježen je znatan broj sinonima koji imaju i hrvatske nazive:
- Pistacia palaestina Boiss., hrvatski nazivana biblijska tršlja, sinonim je za Pistacia terebinthus L., primorsku smrdljiku ili jednostavno smrdljiku[2]
- Pistacia mutica Fischer & C. A. Meyer, Istočna trišlja ili sakaz, sinonim je za Pistacia atlantica Desf.[3]
- Pistacia chia Desf., Mala trišlja, sinonim za Pistacia atlantica Desf.[4]

### Priznate vrste
1. Pistacia aethiopica Kokwaro
2. Pistacia atlantica Desf.
3. Pistacia chinensis Bunge
4. Pistacia eurycarpa Yalt.
5. Pistacia falcata Becc. ex Martelli
6. Pistacia khinjuk Stocks
7. Pistacia lentiscus L.
8. Pistacia mexicana Kunth
9. Pistacia × saportae Burnat
10. Pistacia terebinthus L.
11. Pistacia vera L.
12. Pistacia weinmannifolia J.Poiss. ex Franch.